# Локингтон (Охајо)
Локингтон (енгл. Lockington) град је у америчкој савезној држави Охајо.

## Демографија
По попису из 2010. године број становника је 141, што је 67 (-32,2%) становника мање него 2000. године.
| Група             | 2000.       | 2010.       |
| Белци             | 199 (95,7%) | 137 (97,2%) |
| Афроамериканци    | 5 (2,4%)    | 0 (0,0%)    |
| Азијати           | 0 (0,0%)    | 1 (0,7%)    |
| Хиспаноамериканци | 3 (1,4%)    | 1 (0,7%)    |
| Укупно            | 208         | 141         |